# نادي الرافدين
نادي الرافدين الرياضي هو فريق كرة قدم عراقي مقره في الديوانية يلعب في الدوري العراقي الدرجة الثانية. لعب فريق الرافدين في الدوري العراقي الممتاز لأول مرة في موسم 1974-1975 لكنه هبط في نهاية الموسم إلى أسفل الترتيب وهبط إلى دوري الدرجة الاولى.